# Élection présidentielle bissau-guinéenne de 2009
L'Élection présidentielle bissau-guinéenne de 2005 a lieu en Guinée-Bissau les 28 juin (premier tour) et 26 juillet 2009 (second tour).
Le scrutin a lieu dans un climat tendu car il s'agit d'élections anticipées à la suite de l'assassinat du Président sortant João Bernardo Vieira. Il est remporté par Malam Bacaï Sanha, du parti au pouvoir, le Parti africain pour l'indépendance de la Guinée et du Cap-Vert (PAIGC), avec 63,6 % des voix, contre 36,5 % à Kumba Yala (Parti du renouveau social, PRS).